# 爱尔兰共和军
爱尔兰共和军（英語：Irish Republican Army，缩写为IRA），曾为爱尔兰独立，後为联合爱尔兰而战斗的组织。

## 歷史
1919年，旨在建立独立的爱尔兰共和国的民族主义军事组织爱尔兰义勇军改制成爱尔兰共和军，並發動愛爾蘭獨立戰爭（1919年1月21日—1921年7月11日）。
1922年，反对將爱尔兰分割成愛爾蘭共和國與北愛爾蘭的《英爱条约》的新爱尔兰共和军宣布继续为实现南北统一而斗争，并实行暴力活动；而支持條約的愛爾蘭共和軍則演變為愛爾蘭國民軍。雙方隨後展開愛爾蘭內戰（1922年6月28日—1923年5月24日）。
1939年，爱尔兰共和军开始在英国制造爆炸事件，被爱尔兰共和國政府和英国政府取缔。
1969年，爱尔兰共和军分为正式派和临时派。正式派自称信奉马克思主义并放弃武裝抗爭，转向非暴力斗争；其政治組織正統新芬黨后改组為工人黨。临时派坚持武裝抗爭，攻擊活動至1997年停止，且思想漸左並活躍於政治活動上，其政治組織為新芬黨。
由于爱尔兰共和军使用恐怖袭击手段，被许多国家视为恐怖组织。
1980年代，爱尔兰共和军曾遭首相撒切尔夫人镇压及強硬應對衝突，她也曾被爱尔兰共和军襲擊，但避過一劫。
1997年，對北愛爾蘭問題態度溫和的工黨上台後，工黨允諾北愛爾蘭可以組建自治政府並簽下貝爾法斯特協議，共和軍隨後宣佈停火，並由美國、加拿大和芬蘭組織的監督隊伍監察愛爾蘭共和軍的棄械進程。
2005年7月28日，愛爾蘭共和軍正式下令终止武装斗争。它要求所有的爱尔兰共和军单位必须放弃使用武器，只通过和平方式，协助发展纯政治和民主计划。2005年9月26日，監督組織宣布愛爾蘭共和軍已經完成所有棄械過程，全部武器被列為「永久不可使用」或「永久無用」。
目前包括從臨時派分裂出來的傳承愛爾蘭共和軍（Continuity IRA）、真愛爾蘭共和軍（Real IRA）等持不同意見之團體仍有零星活動。

## 愛爾蘭共和軍的分裂與演變
- 原始愛爾蘭共和軍 (1917–22)，俗稱「老共和軍」（Old IRA），由愛爾蘭義勇軍發展而來。在愛爾蘭獨立戰爭結束並簽訂《英愛條約》之後，分裂為：
  - 支持條約派之愛爾蘭共和軍，在愛爾蘭內戰期間改組為愛爾蘭國民軍（英语：National Army (Ireland)）（National Army），為愛爾蘭國防軍（Defence Forces）之前身。其支持團體之後整合成為今日的愛爾蘭統一黨。
  - 反對條約派之愛爾蘭共和軍，其支持者為當時新芬黨內的由埃蒙·德·瓦莱拉所領導的反停戰協議派。（瓦莱拉於1926年離開新芬黨，並建立愛爾蘭共和黨。）反條約派共和軍與部分老共和軍於1930年代整合，並於愛爾蘭和英國進行軍事活動。新芬黨亦在此期間與共和軍重建關係。反英愛條約派共和軍在1969年再度分裂為：
    - 正式愛爾蘭共和軍（Official Irish Republican Army，OIRA）與正式新芬黨，思想左傾走向马克思主义並主張與英國停戰。正式愛爾蘭共和軍於1972年停火，而正式新芬黨則改名為新芬工人黨，後又於1982年再度改名為工人黨。
      - 1974年，正統共和軍與正統新芬黨內的極左派出走並分別組成爱尔兰民族解放军（Irish National Liberation Army，INLA）與愛爾蘭共和社會黨。
        - 1987年，INLA再度分裂出愛爾蘭人民解放組織（Irish People's Liberation Organisation，IPLO；1986–1992）。愛爾蘭工人黨則於1992年分裂出民主左翼。（民主左翼於1999年并入爱尔兰工黨。）

    - 臨時愛爾蘭共和軍（Provisional Irish Republican Army，PIRA；一般稱為IRA，通常稱為北愛爾蘭共和軍或簡稱北愛共和軍）與新芬黨，相較於正統派的馬克思主義，臨時派承襲了傳統的北愛爾蘭共和運動。北愛共和軍主要活動範圍在北愛爾蘭，直到2005年才停火。其領導核心團體為IRA軍議會（英语：IRA Army Council）。
      - 1986年，反對新芬黨放棄棄權主義（英语：Abstentionism）的人士出走，另組傳承愛爾蘭共和軍（Continuity Irish Republican Army，CIRA）與共和新芬黨。之後又於2002年分裂出愛爾蘭共和解放軍（Irish Republican Liberation Army，IRLA）。
      - 1997年，反對和談的人士出走，另組真正愛爾蘭共和軍（Real Irish Republican Army，RIRA），其政治組織為32郡主權運動（32 County Sovereignty Movement，32CSM）。

## 外部連結
- 维基共享资源上的相關多媒體資源：爱尔兰共和军